# Hana Mandlíková
Hana Mandlíková (sinh ngày 19 tháng 2 năm 1962) là một cựu vận động viên quần vợt chuyên nghiệp người Tiệp Khắc, sau đó nhập quốc tịch Úc. Trong sự nghiệp của mình, cô đã giành được bốn danh hiệu Grand Slam đơn nữ: Úc mở rộng 1980, Pháp mở rộng 1981, Mỹ mở rộng 1985 và Úc mở rộng 1987. Cô cũng là á quân tại bốn giải Grand Slam đơn, bao gồm hai trận chung kết Wimbledon 1981 và 1986, và giành một danh hiệu Grand Slam đôi nữ, tại US Open 1989 với Martina Navratilova. Được đưa vào Đại sảnh Danh vọng Quần vợt Quốc tế năm 1994, cô được coi là một trong những tay vợt vĩ đại nhất mọi thời đại.
Mandlikova có thứ hạng đánh đơn cao nhất trong sự nghiệp là thứ 3, và được xếp trong Top 50 thế giới trong 12 mùa giải liên tiếp (1978–89), trong đó có 7 mùa trong Top 10. Cô đã dẫn dắt Tiệp Khắc đến ba danh hiệu Fed Cup liên tiếp từ 1983-1985, và là người phụ nữ thứ ba giành danh hiệu Grand Slam trên sân cỏ, sân đất nện và sân cứng, cùng với Chris Evert và Martina Navratilova. Cô đã đánh bại cả Evert và Navratilova trong những ngày liên tiếp để đạt được thành tích này tại Mỹ mở rộng 1985. Cô giải nghệ vào năm 1990, và sau đó huấn luyện Jana Novotná giành chức vô địch đơn Wimbledon 1998 và thứ hạng cao thứ 2 trong sự nghiệp. Cô cũng từng là huấn luyện viên Olympic và Fed Cup của Cộng hòa Séc cho đến năm 1996.

## Đời tư
Sinh ra ở Praha, Mandlíková là con gái của Vilém Mandlík, người từng thi đấu bán kết Olympic 200 mét cho Tiệp Khắc năm 1956. Cô kết hôn với Jan Sedlak  - chủ nhà hàng người Úc gốc Séc tại Praha vào năm 1986; hai người ly hôn hai năm sau đó, không lâu sau khi Mandlikova nhập quốc tịch Úc. Tháng 5 năm 2001, cô hạ sinh cặp song sinh Mark Vilém và Elizabeth Hana. Cha của cặp song sinh là một người bạn không có vai trò gì trong việc nuôi dạy hai đứa con. Mandlikova đang nuôi hai con với người bạn đời của cô, Sydney Biller, ở Bradenton, Florida. Cả hai đứa trẻ đều là vận động viên quần vợt.